# Blood Alliance
Blood Alliance es el quinto álbum lanzado por la banda Power Quest. Se publicó en el año 2011 y es interpretado por un nuevo vocalista Chitral "Chity" Somapala, ya que Alessio Garavello dejó la banda por problemas personales.

## Canciones
1. Battle Stations
2. Rising Anew
3. Glorious
4. Sacrifice
5. Survive
6. Better Days
7. Crunching The Numbers
8. Only In My Dreams
9. Blood Alliance
10. City Of Lies
11. Time To Burn (Japanese Bonus Track)

- Datos: Q4927555